# Matevž Kračman

Matevž Kračman, slovenski ljudski pesnik, organist in učitelj,  * 12. september 1773, Sap, † 20. december 1853, Šmarje.

## Življenje in delo
Kračman se je rodil na Sapu pri Šmarju, ki sta bili tedaj še ločeni naselji. Okrog leta 1790 je postal v Šmarju organist in cerkovnik. Leta 1793 je začel  poučevati, vendar so ga že naslednje leto odpustili. Kasneje je živel in učil v Kostanjevici. Leta 1804 je znova začel poučevati v Šmarjah in tam učil do leta 1847.
Kračman je bil znan kot »šmarski šolmašter«, ljudski pesnik. Njegove pesmi, ki jih je mnogokrat zlagal kar sproti, iz glave, so bile preproste in všečne preprostemu ljudstvu. Mnoge so ponarodele. Njegova najbolj znana pesem je Šmarski šolmašter, avtobiografska pesem, posvečena prezgodaj umrlima sinu Franceljnu in hčerki Manci.